# Luigi Arisio
Luigi Arisio (Torino, 25 marzo 1926 – Torino, 28 settembre 2020) è stato un politico italiano.

## Biografia
Figlio di un operaio specializzato piemontese e di una casalinga, negli anni quaranta frequenta la scuola allievi della Lancia e viene poi assunto in fabbrica dove inizia con l'occuparsi del calibro degli utensili. Passato in FIAT, inizia una carriera che lo condurrà, sul finire degli anni settanta, a ricoprire il ruolo di caporeparto delle sellerie, con la responsabilità di 250 sottoposti.
In tale veste, promosse il "Coordinamento dei capi e quadri FIAT" che il 14 ottobre 1980 fu organizzatore della cosiddetta marcia dei quarantamila, con la quale impiegati e quadri della FIAT protestarono nei confronti delle pratiche di picchettaggio violento che da settimane bloccavano l'accesso alle fabbriche per protesta contro i licenziamenti collettivi e la messa in cassa integrazione che erano stati annunciati a settembre dall'amministratore delegato della società, Cesare Romiti. I manifestanti, stimati in 12.000 dalla questura di Torino, sfilarono silenziosamente per le vie di Torino con striscioni e cartelli che chiedevano di tornare al lavoro. Nelle settimane successive i sindacati operai abbandonarono la linea dura e favorirono la chiusura della vertenza con una soluzione di compromesso. Al di là degli effetti specifici, la marcia dei quarantamila fu considerata la più importante cesura tra la classe operaia e il ceto medio e costituì il primo sintomo della progressiva perdita di influenza dei sindacati nella società italiana degli anni ottanta.
Il figlio minore, Roberto, dal 2019, è stato nominato RSA per ACQF e membro del comitato esecutivo nazionale (Associazione Capi Quadri FCA) associazione fondata dallo stesso Arisio. Tra le automobili possedute da Arisio, vi è stata anche la Lancia Delta HF 4WD appartenuta a Vittorio Ghidella, Amministratore Delegato Fiat Auto.
Nelle successive elezioni politiche del 1983,  Luigi Arisio fu candidato alla Camera dei deputati per il Partito Repubblicano Italiano, in lista con Susanna Agnelli nella circoscrizione Torino-Novara-Vercelli: ottenne 11404 preferenze e fu eletto deputato per la IX legislatura, durante la quale fu segretario della commissione parlamentare Lavoro. Ricandidato alle successive elezioni politiche 1987, prese 5719 preferenze che tuttavia non furono sufficienti per la rielezione.
Morì il 28 settembre del 2020 all'età di 94 anni.

## Nella cultura di massa
La vicenda della marcia dei 40.000 è stata raccontata dalla serie televisiva Rai Gli anni spezzati, dove Luigi Arisio è stato interpretato dall'attore Alberto Molinari. 
Cristiano Ferrarese rivive la vicenda della Marcia dei quarantamila nel romanzo Quarantamila edizioni scrittura pura.

## Opere
- Vita da capi. L'altra faccia di una grande azienda, Etas Kompas, 1989 prefazione di Giulio Sapelli
- Madlinin, l'ultima mondina, Buckfast Edizioni, 2016